# Caesetius biprocessiger
Caesetius biprocessiger är en spindelart som först beskrevs av Lawrence 1952.  Caesetius biprocessiger ingår i släktet Caesetius och familjen Zodariidae. Inga underarter finns listade.